# Naif Al-Qadi
Naif Ali Al-Qadi (in arabo نايف علي القاضي‎?; Arabia Saudita, 3 aprile 1979) è un ex calciatore saudita, di ruolo difensore.

## Carriera
Ha debuttato in nazionale saudita nel 2003, e conta una trentina di presenze; inoltre con l'Arabia Saudita ha partecipato al campionato del mondo 2006 in Germania. Ha cominciato nell'Al-Ahli, squadra saudita, ma nel 2006, dopo i Mondiali, è andato in Qatar, al Rayyan. Dopo una sola stagione si è trasferito all'Al-Shabab.